# 681 Gorgo
681 Gorgo
681 Gorgo là một tiểu hành tinh ở vành đai chính. Nó được August Kopff phát hiện ngày 13.5.1909 ở Heidelberg, và được đặt theo tên hoàng hậu Gorgo ở thế kỷ thứ 5 trước Công nguyên, vợ của Leonidas thành Sparta